# Hronsek
Hronsek, dříve Garansek (maďarsky Garamszeg, německy Granseck), je obec na Slovensku v okrese Banská Bystrica. Nachází se na levém břehu řeky Hron asi 10 km jižně od Banské Bystrice. V obci se nacházejí tři historicko-kulturní památky, z nichž nejznámější je dřevěný artikulární kostel z 18. století.

## Z historie obce
Oblast, ve které se nachází dnešní obec Hronsek, byla původně královským majetkem. Uherský král Belo IV. ji daroval za zásluhy v boji proti Tatarům zvolenskému županovi Radunovi Oszlárovi. Ten na tomto území založil i blízkou obec Radvaň (dnes součást Banské Bystrice). Tato darovací listina je prvním písemným dokumentem o této oblasti (1250). Pravděpodobně se zde usadil Radunův vnuk Gala, protože starší název obce byl Galowycz.
První písemná zmínka o obci pochází z roku 1500 pod názvem Zyklafalu. Postupně se název obce měnil: Czwiklafalwa, Czwiklina (1506), Galowyczfalwa (1514), Galowycz (1515), Czwyklina (1522), Czwyklina nebo Galfalwa (1558), Garanzegh (1565), Cwklina (1572), Garamsseg (1786), Hronec (1808), Hronsek-Skalka (1920), Garansek (1927) až do dnešního Hronsek (1946) / maďarsky Garamszeg.
Z této lokality pocházela šlechtická rodina – Geczyovci, psali si šlechtický přídomek "de Garamszek" (z Hronseku). Dalšími majiteli panství, kteří vlastnili pozemky a okolní lesy, byly Rothovci z Kráľovy, hrabata Telekyovci, Battikovci z Vlkanové, baroni Schmiddegy, Juraj Géczy, hlavní župan a Štefan Soós z Poltár. Dr. Aladár Déchy tu měl velkostatek a mlýn. V roce 1828 měla obec 67 domů a 508 obyvatel.

## Pamětihodnosti

### Goticko-renesanční zámek – Vodní hrad
Nejstarší dochovanou stavbou je vodní hrad z 15. století. V roce 1576 byl tento Rothovsko-Telekyovský hrad přestavěn a opevněn. Goticko-renesanční stavba měla původně opevnění tvořené obrannou zdí se čtyřmi věžemi a vodním příkopem s padacím mostem. Za Rákoczyovského stavovského povstání (1703–1714) zde byly údajně raženy mince. V zámku jistý čas žil i Zsigmond Géczy, otec Juliany Korponayovej-Géczyovej (levočské bílé paní).
V 20. století byl zámek částečně přebudován a v současnosti (2007) je také předmětem přestavby.

### Soósovsko-Géczyovský zámek
Soósovsko-Géczyovský zámek nechal v roce 1775 vybudovat Juraj Géczy z Hronseku se svou manželkou Esterou Bene s přídomkem Nándor. Stavba má obdélníkový půdorys s kruhovými nárožními baštami. Venkovní fasáda má bohatě členěnou rokokovou štukovou výzdobou. Interiér zdobí původní pruské a zrcadlové klenby.
V zámecké zahradě je stará, více než 200letá lípa a mohutný dub. Lípa je 25 m vysoká, obvod kmene v metrové výšce je téměř 500 cm a patří mezi unikátní exempláře. Na barokním kostele je již přes 70 let pravidelně obydlené hnízdo čápa bílého.

### Dřevěný artikulární kostel
Evangelický kostel, který je zapsán na seznamu Světového dědictví UNESCO jako součást souboru Dřevěných chrámů slovenských Karpat.
|  |  |  |  |

## Osobnosti
V obci žily a tvořily významné osobnosti duchovního, národního a kulturního života:
- Ján Simonides (1648–1708) – kněz, galejník, pedagog, literát
- Jozef Melcer (1800–1854) – kněz, národní buditel, autor nábožných písní
- August Horislav Krčméry (1822–1891) – kněz, národní buditel (štúrovec), literát, sběratel lidových písní
- Narodil se zde Ondrej Braxatoris st. (1782–1848) – otec básníka Andreje Sládkoviče
- Pavol Hronec (10. říjen 1910, Zvolenská Slatina – 28. srpen 1973, Německo) byl evangelický kněz, protifašistický bojovník a zdejší farář. Během války se zapojil do protifašistického hnutí. Pracovník Velitelství pozemního vojska v Banské Bystrici (od července 1944), během SNP důstojník čs. armády a Presidiální šéf pověřenectva pro školství a osvětu. Po potlačení povstání působil v partyzánské skupině Za svobodu Slovenska. Po osvobození evangelický farář v Banské Bystrici. Politicky pronásledován a propuštěn ze služeb. Nositel několika vyznamenání. Byl pohřben v Bratislavě.
- Narodil se zde Branislav Hronec, syn Pavla Hronca (Braňo) (1940–2022) – slovenský hudebník, klavírista, hudební skladatel. Jeho manželka je herečka Judita Vargová.